# Bien cultural de interés local
Bien cultural de interés local o simplemente bien de interés local (abreviado BCIL, en catalán bé cultural d'interés local) es una categoría de protección del patrimonio cultural en Cataluña (España), otorgada a un bien, tanto mueble como inmueble, que no cumple con las condiciones propias de bien cultural de interés nacional a pesar de su importancia. Se fundamenta en la Ley 9/1993, de 30 de septiembre, del Patrimonio Cultural Catalán.
La declaración de los bienes culturales de interés local inmuebles la hace el pleno del ayuntamiento, en los municipios de más de cinco mil habitantes, o el pleno del consejo comarcal, en aquellos menores. El Departamento de Cultura de la Generalidad de Cataluña los tiene que inscribir en el Catálogo del Patrimonio Cultural Catalán.
Se trata del segundo nivel autonómico de protección y esta calificación es equivalente, por ejemplo, a la de bien catalogado del patrimonio cultural aragonés de Aragón o a bien de relevancia local de la Comunidad Valenciana. La Avenida Colomer de Gelida puede ser un ejemplo de bien cultural de interés local.

## Clasificación
Según la ley, los bienes más relevantes del patrimonio cultural catalán deben estar declarados de interés nacional y se encuentran clasificados en:
- Monumento histórico: construcción u otra obra material producida por la actividad humana que configura una unidad singular.
- Conjunto histórico: agrupamiento de bienes inmuebles, continuo o disperso, que constituye una unidad coherente y delimitable con entidad propia, aunque cada uno individualmente no tenga valores relevantes.
- Jardín histórico: espacio delimitado que es fruto de la ordenación por la acción humana de elementos naturales, donde se puede incluir estructuras de fábrica.
- Lugar histórico: paraje natural donde se produce un agrupamiento de bienes inmuebles que forman parte de una unidad coherente por razones históricas y culturales a la cual se vinculan sucesos del pasado, o que contienen  obras con valores históricos o técnicos.
- Zona de interés etnológico: conjunto de vestigios, que pueden incluir intervenciones en el paisaje natural, edificios e instalaciones, que contienen elementos constructivos del patrimonio etnológico catalán.
- Zona arqueológica: lugar donde hay restos de la intervención humana que solo es susceptible de ser estudiada en profundidad con la metodología arqueológica, tanto si se encuentra en la superficie como en el subsuelo o bajo las aguas.
- Zona paleontológica: lugar donde hay vestigios fosilizados que constituyen una unidad coherente y con entidad propia, aunque cada uno individualmente no tenga valores relevantes.

## Procedimiento de declaración
1. La declaración de bienes culturales de interés nacional requiere la incoación previa de un expediente, iniciado de oficio por la administración de la Generalidad o bien a instancia de una otra administración pública o de cualquier persona física o jurídica. Los acuerdos de no-incoación han de ser motivados.
2. En la instrucción del expediente denominado en el apartado primero cabe dar audiencia a los interesados. Si el expediente se refiere a bienes inmuebles, cabe dar audiancia también en el ayuntamiento correspondiente y abrir un periodo de información pública.
3. En el expediente al que se refiere el apartado primero ha de constar el informe del Consejo Asesor del Patrimonio Cultural de Cataluña y también el Instituto de Estudios Catalanes o de una de las instituciones científicas, técnicas o universitarias de prestigio o competencia reconocidos que sean determinadas por reglamenteo.
4. El expediente a la que se refiere el apartado primero debe contener informes históricos, arquitectónicos, arqueológicos y artísticos, acompañados de una completa documentación gráfica, además de un informe detallado sobre el estado de conservación del bien.

## Ejemplos

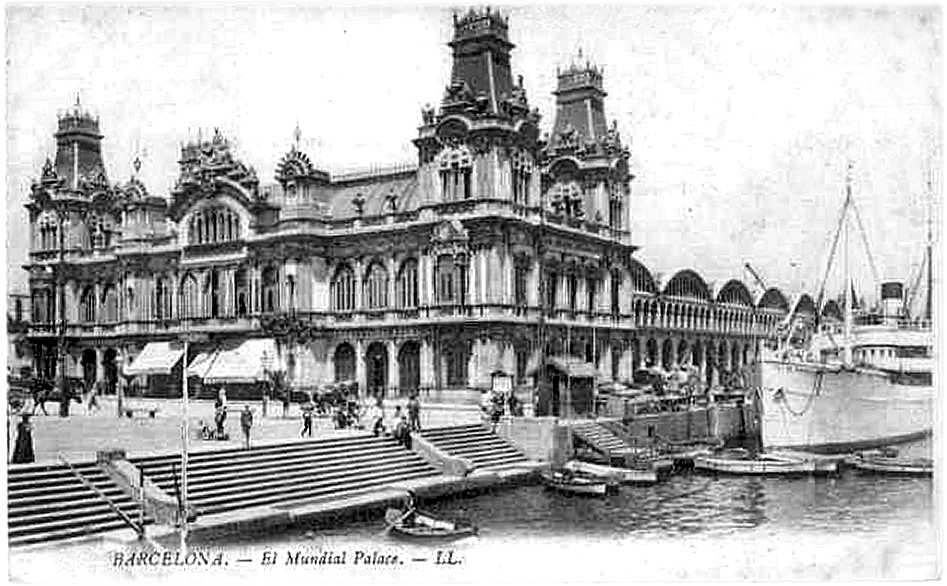
Edificio de la Autoridad Portuaria de Barcelona, en 1917.
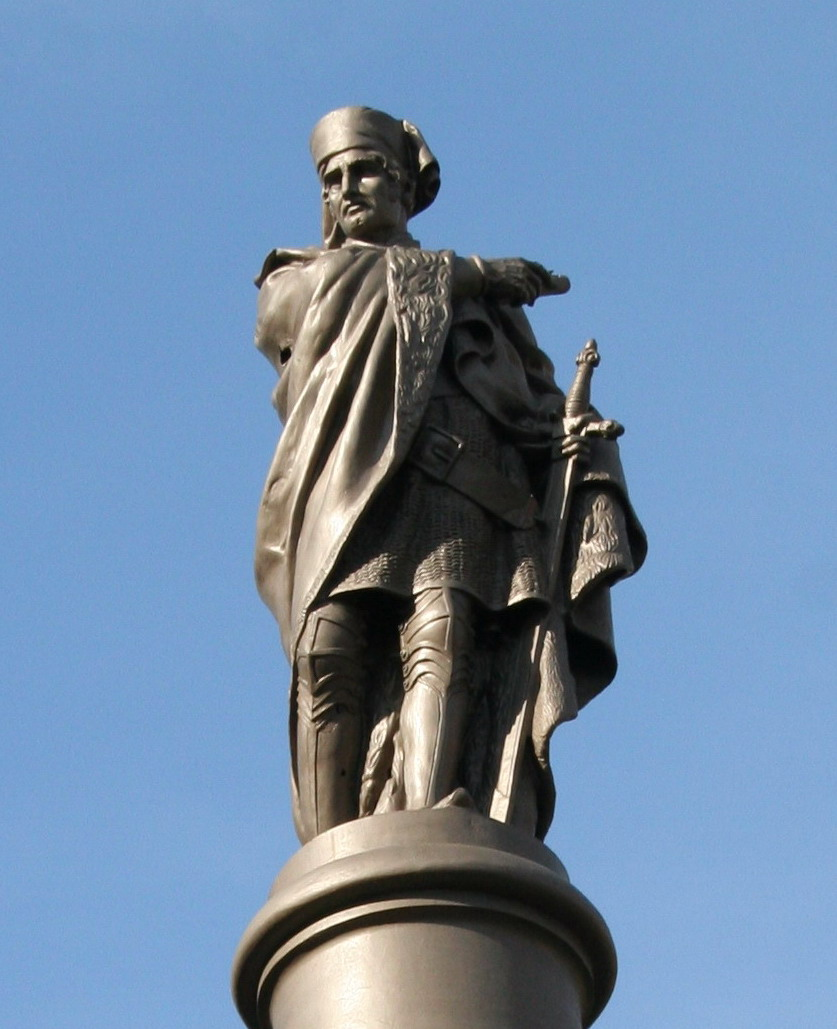
Monumento a Galceran Marquet, en Barcelona.
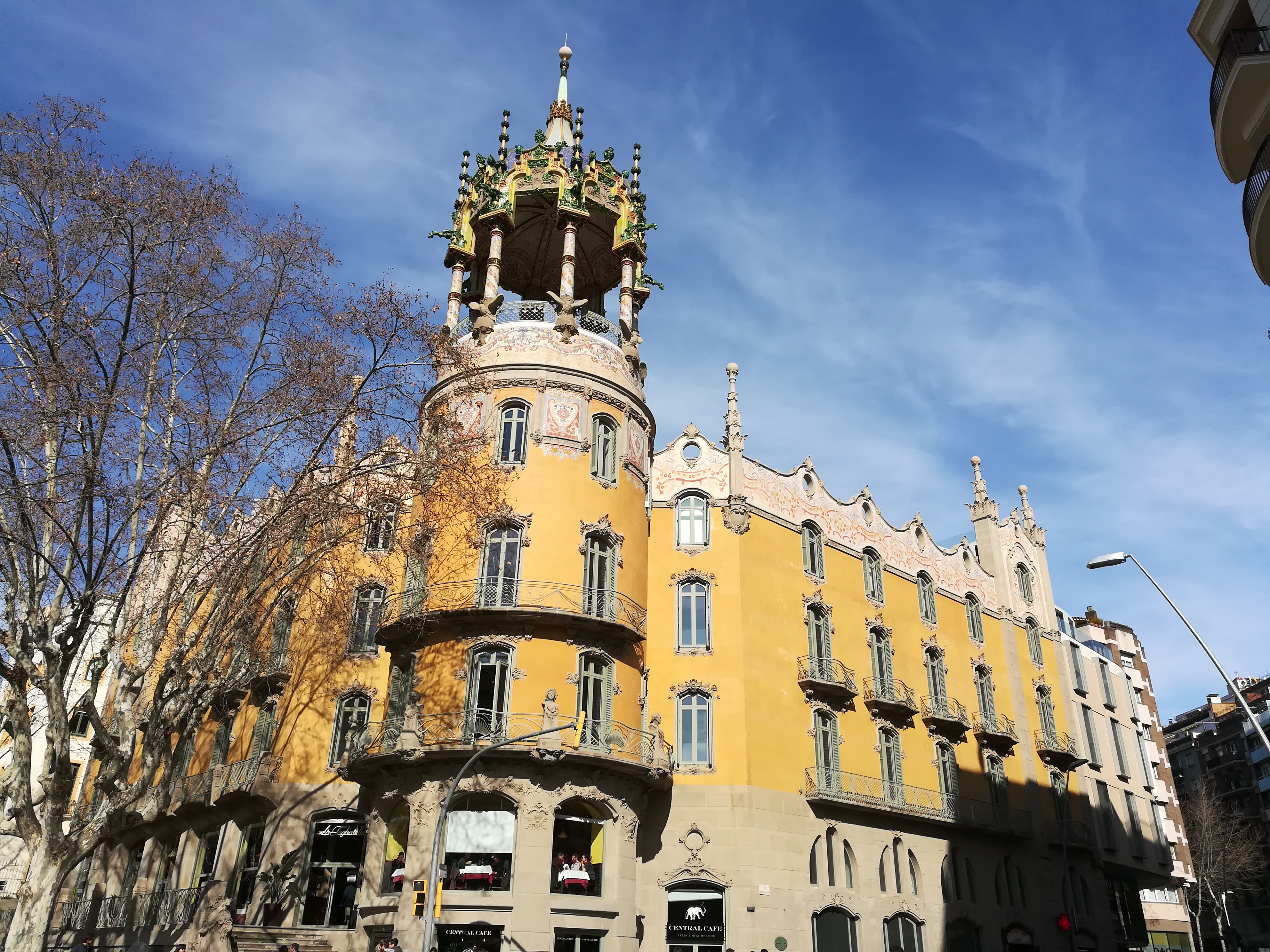
Torre Andreu, en Barcelona.
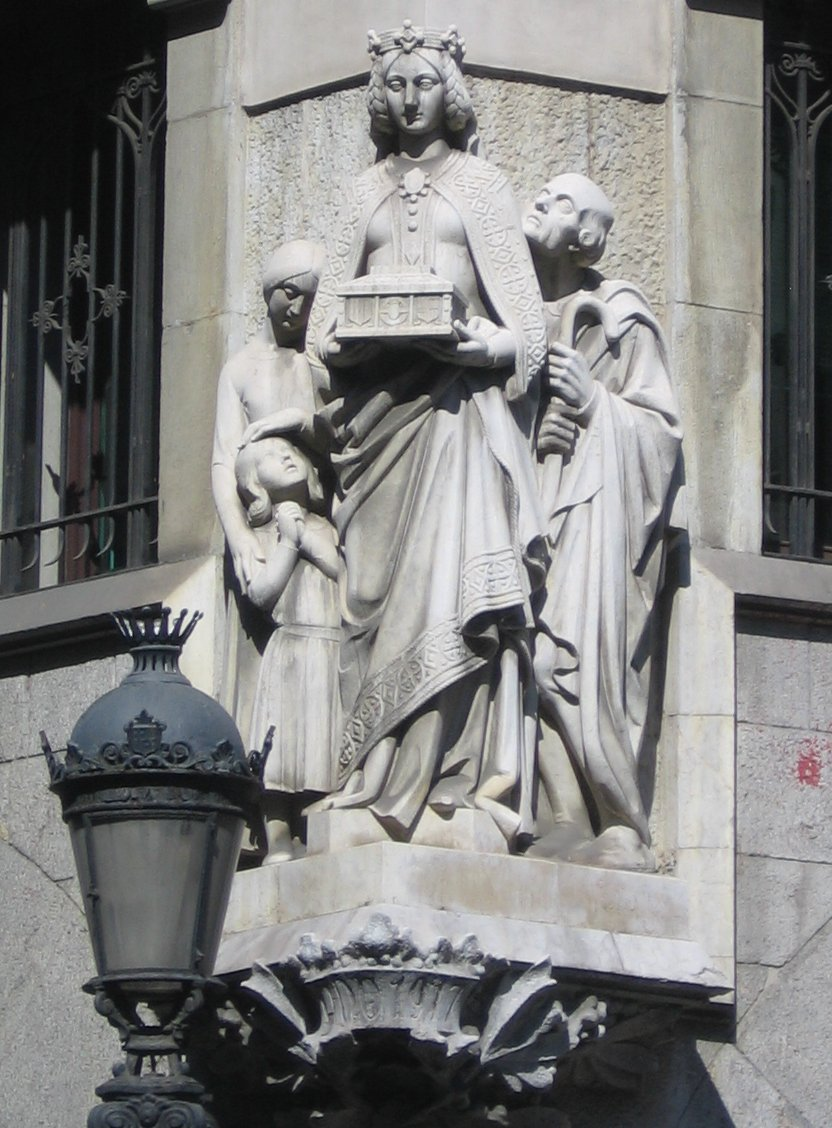
Escultura en el edificio de la Caja de Pensiones de Barcelona.
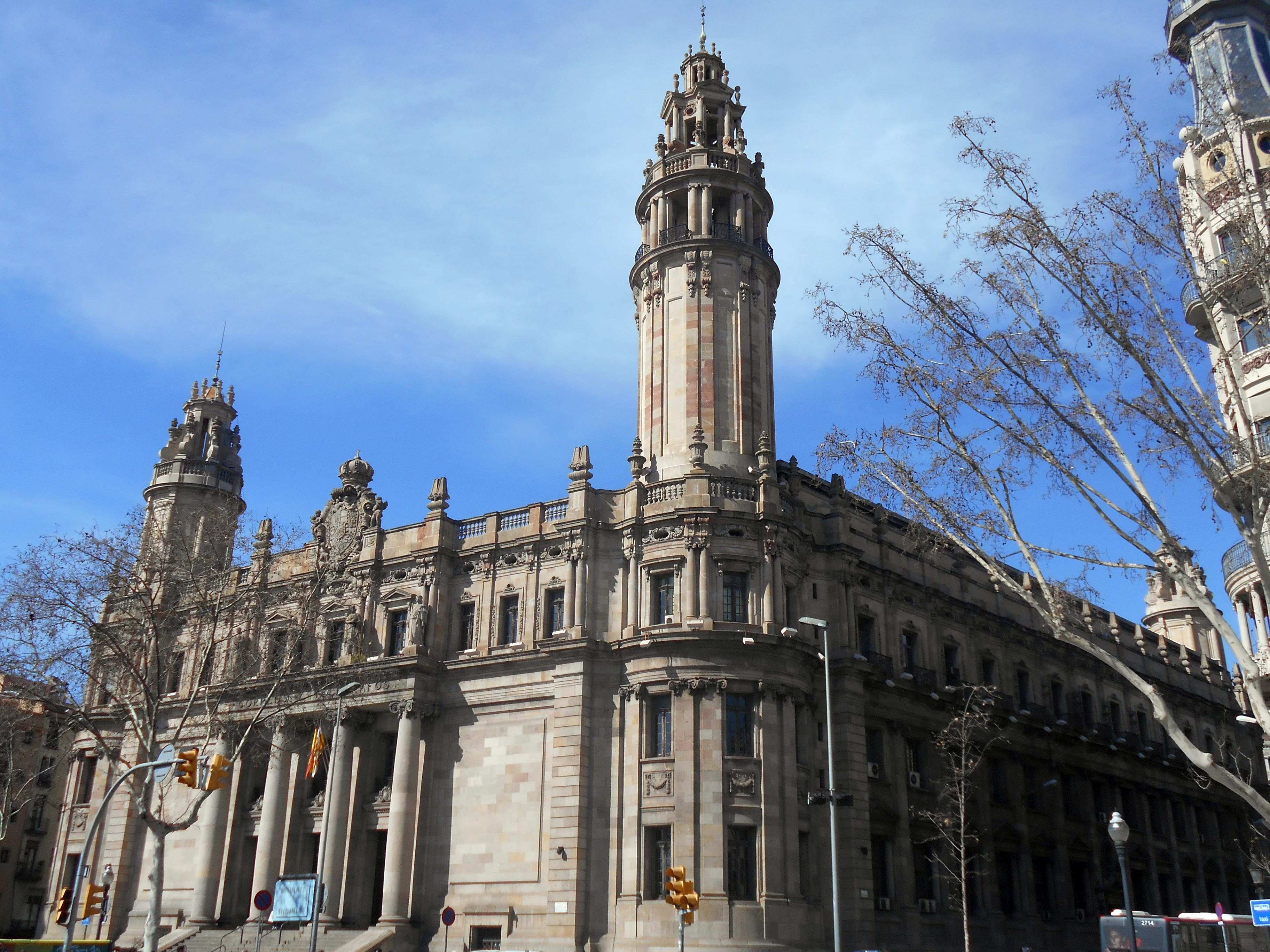
Edificio Central de Correos, en Barcelona.
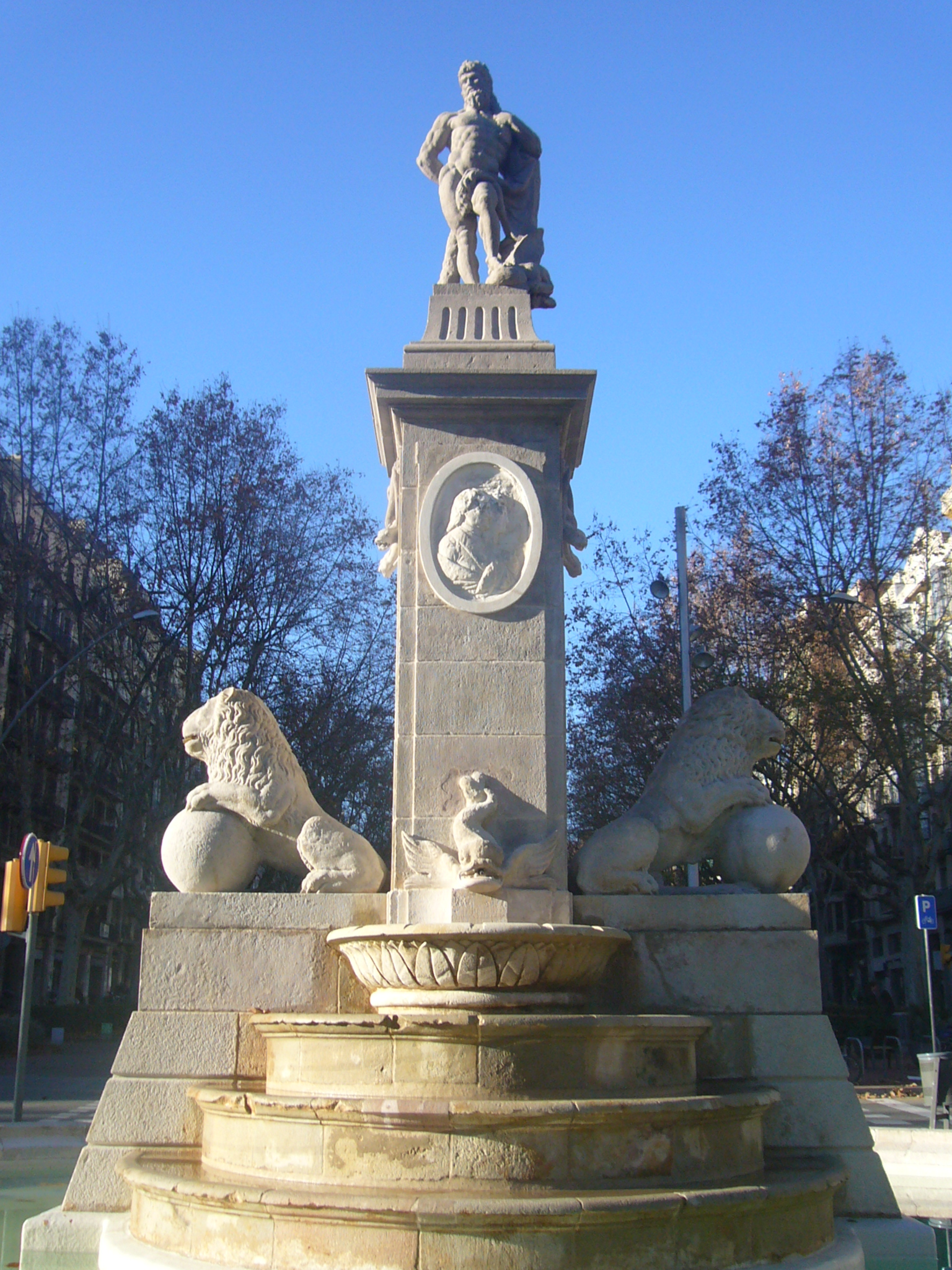
Fuente de Hércules, en Barcelona.
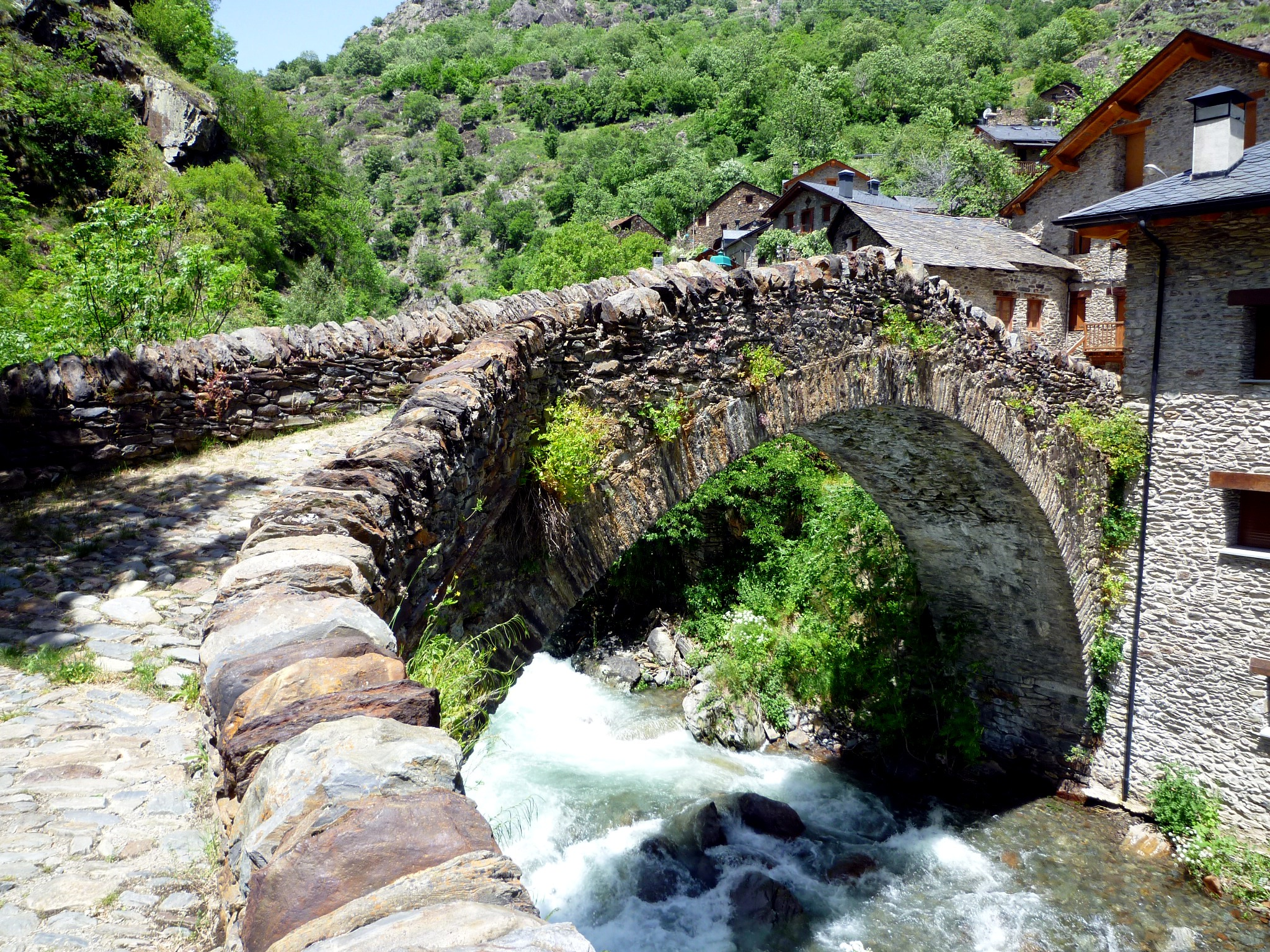
Puente viejo de Tavascan (Lladorre, Pallars Sobirà).